# Comtat de Harmon
El Comtat de Harmon és un comtat localitzat a l'estat estatunidenc d'Oklahoma. El 2010 tenia 2.992 habitants. Per població, és el segon comtat més petit d'Oklahoma, ja que sol el Comtat de Cimarron, segons el cens del 2010, té menys habitants. La seu de comtat és Hollis.

## Geografia
Segons l'Oficina del Cens dels Estats Units, el comtat té una àrea total de 1.396,0 km², dels quals 1,393,4 km² eren terra i 2,6 km² (0,14%) eren aigua.

### Autovies principals
- U.S. Highway 62
- State Highway 5
- State Highway 9
- State Highway 30

### Comtats adjacents
|  |  |  |
|  |  |  |
|  |  |  |

## Història
Després d'una elecció el 22 de maig del 1909, el Comtat de Harmon va ser creat pel Governador Lee Cruce el 2 de juny. Va ser creada a partir de porcions de l'adjacent Comtat de Greer. El nou comtat va ser nomenat en honor de Judson Harmon, el qual era el Governador d'Ohio aleshores.

## Demografia

Piràmide de població del Comtat de Harmon el 2000

Com molts altres comtats rurals a les Grans Planes, la població ha anat decreixent des del 1930.
Segons el cens del 2000, hi havia 3.283 persones, 1.266 llars, i 863 famílies residint en el comtat. La densitat de població era d'unes 2 persones per quilòmetre quadrat. Hi havia 1.647 cases en una densitat d'1 per quilòmetre quadrat. La composició racial del comtat era d'un 72,65% blancs, un 9,78% negre o afroamericans, un 1,13% natius americans, un 0,18% asiàtics, un 0,03% illencs pacífics, un 14,32% d'altres races, i un 1,92% de dos o més races. Un 22,78% de la població eren hispànics o llatinoamericans de qualsevol raça.
Hi havia 1.266 llars de les quals un 30,20% tenien menors d'edat vivint amb ells, un 55,70% eren parelles casades vivint juntes, un 9,20% tenien dones vivint-hi sense cap marit present, un 31,80% no eren famílies. Un 29,00% de totes les llars estaven compostes per individuals i un 17,50% tenien algú d'edat 65 o més visquent-hi sol. La mida mitjana de llar era de 2,47 persones i la mida mitjana de família era de 3,03 persones.
Pel comtat la població s'estenia en un 25,90% menors de 18 anys, un 7,90% de 18 a 24 anys, un 24,10% de 25 a 44 anys, un 21,10% de 45 a 64 anys, i un 21,00% d'edats 65 o més. L'edat mediana era de 40 anys. Per cada 100 dones hi havia 94,10 homes. Per cada 100 dones d'edat 18 o més, hi havia 89,80 homes.
L'ingrés de mediana per cada llar en el comtat era de 22.365 $, i l'ingrés de mediana per família era de 29.063 $. Els homes tenien un ingrés de 21.530 $ mentre que les dones en tenien de 16.658 $. La renda per capita del comtat era de 13.464 $. Un 23,50% de les famílies i el 29,70% de la població estava per sota del llindar de la pobresa, incloent-hi dels quals un 38,20% menors d'edat i un 19,90% d'edat 65 o més.

## Comunitats
| - Arnett - Gould - Hollis - Madge | - McKnight - McQueen - Vinson |